# شهرستان میلارد (یوتا)

شهرستان میلارد، یوتا یکی از شهرستان‌های ایالت یوتا است. جمعیت این شهرستان ۱۲٫۵۰۳ نفر بوده و مساحتش ۱۷٫۶۸۰ کیلومترمربع است.
نام این شهرستان برگرفته شده از نام میلارد فیلمور، سیزدهمین رئیس‌جمهور آمریکا بوده و مرکز شهرستان میلارد نیز شهر فیلمور، یوتا است.

## نگارخانه

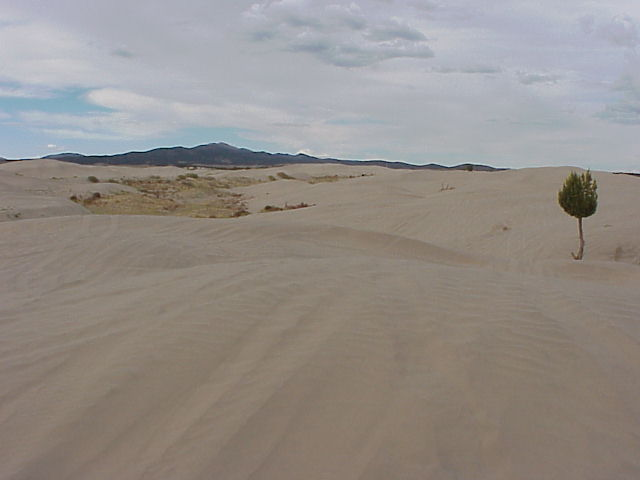
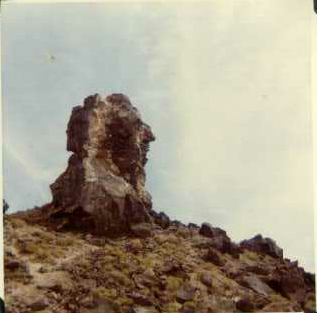
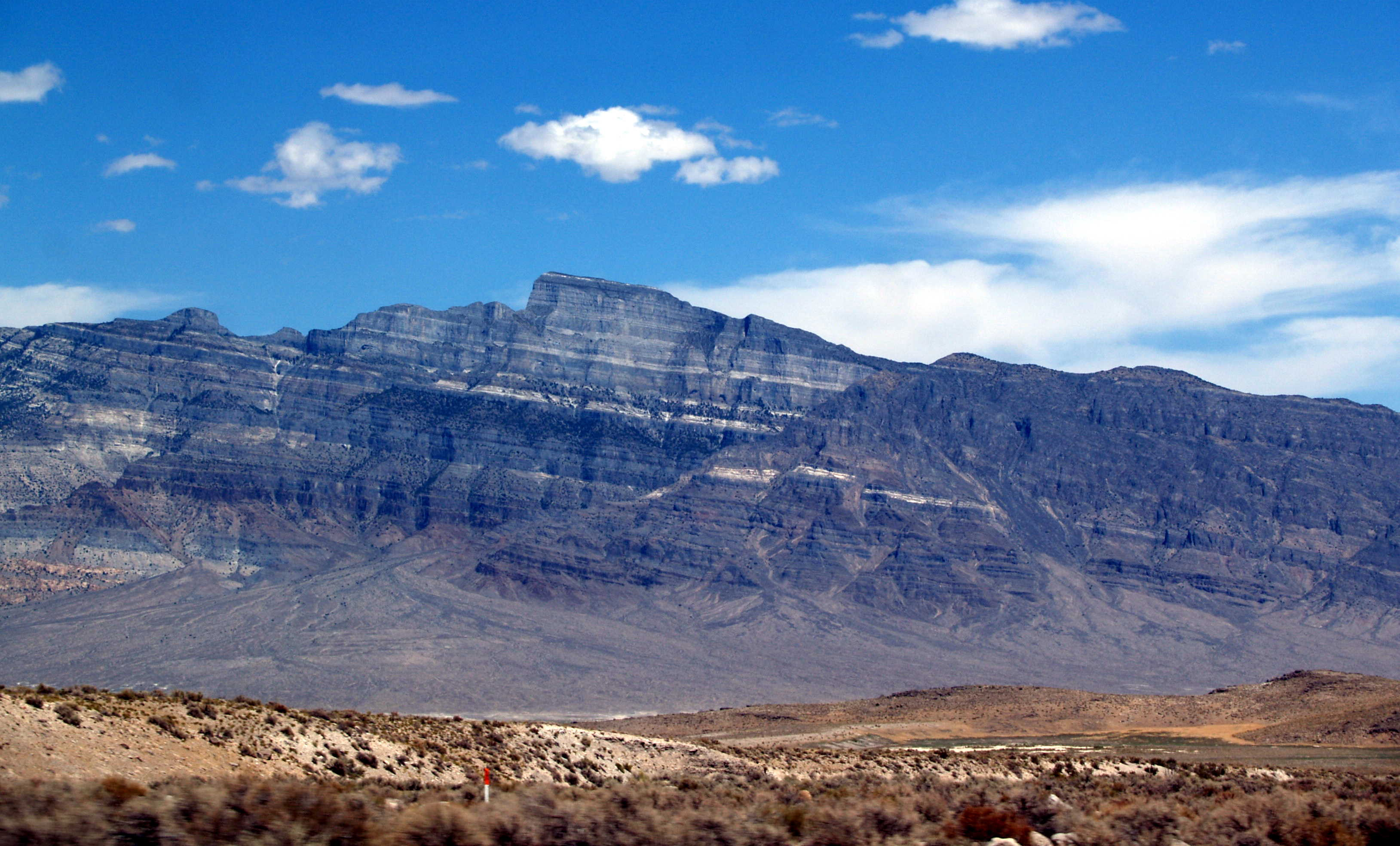
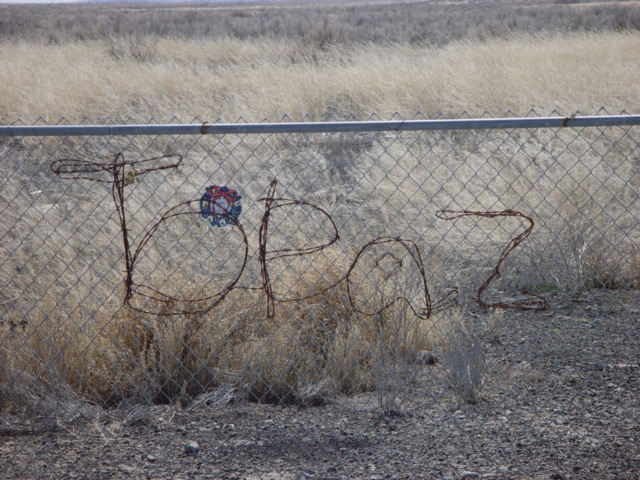